# 维利姆·哈兰戈佐
维利姆·哈兰戈佐（1925年1月25日—1975年1月14日），南斯拉夫男子乒乓球、足球运动员。他曾获得1枚世界乒乓球锦标赛金牌，2枚银牌和1枚铜牌。